# Nivollet-Montgriffon
Nivollet-Montgriffon è un comune francese di 142 abitanti situato nel dipartimento dell'Ain della regione dell'Alvernia-Rodano-Alpi.

## Società

### Evoluzione demografica
Abitanti censiti